# Saint-Laurent-de-la-Salle
Saint-Laurent-de-la-Salle – miejscowość i gmina we Francji, w regionie Kraj Loary, w departamencie Wandea.
Według danych na rok 1990 gminę zamieszkiwało 378 osób, a gęstość zaludnienia wynosiła 20 osób/km² (wśród 1504 gmin Kraju Loary Saint-Laurent-de-la-Salle plasuje się na 925. miejscu pod względem liczby ludności, natomiast pod względem powierzchni na miejscu 595.).